# Peter Galison
Pour les articles homonymes, voir Galison.
Peter Louis Galison (né le 17 mai 1955 à New York) est un physicien et philosophe des sciences américain. Il est professeur Joseph Pellegrino d'histoire des sciences et de physique à l’université Harvard. 

## Biographie
Galison a reçu son doctorat à l'université Harvard en physique et en histoire des sciences en 1983. Ses publications incluent Image and Logic:  A Material Culture of Microphysics (1997) et Einstein's Clocks, Poincaré's Maps : Empires of Time, ainsi que Objectivity co-écrit avec Lorraine Daston,. Il fait suite à divers travaux autour de la notion d'« objectivité », dont l'émergence au milieu du XIXe siècle est déterminée par l'invention de la photographie.
Avant de partir à Harvard, Galison a enseigné pendant plusieurs années à l'université Stanford, où il était professeur d'histoire, de philosophie et de physique. Il est considéré comme un membre de la "Stanford School" en philosophie des sciences, un groupe qui comprend également Ian Hacking, John Dupré et Nancy Cartwright, et qui réunit sociologues, historiens et philosophes autour de l'idée de la disunity de la science. 
Galison a développé un film pour History Channel sur le développement de la bombe à hydrogène et a travaillé sur l'intersection de la science avec d'autres disciplines, en particulier l'art (avec son épouse Caroline A. Jones (en)) et l'architecture.
Il collabore au projet multiforme de l'artiste sud-africain William Kentridge autour de la notion de temps, présenté à la Documenta de Kassel de 2012.
Peter Galison a écrit plusieurs livres portant sur la formation de la Big Science. Les principaux thèmes comprennent l'évolution de la conception expérimentale, des expériences sur tables de laboratoire aux projets de collisionneurs d'aujourd'hui ; les changements associés dans les normes de preuve ; et les modèles de communications entre des chercheurs dont l'expertise ne se recouvre que partiellement. Galison a introduit la notion de zones d'échange, empruntée à l'étude sociolinguistique des pidgins, pour caractériser la manière dont ces groupes apprennent à interagir.

## Travail philosophique

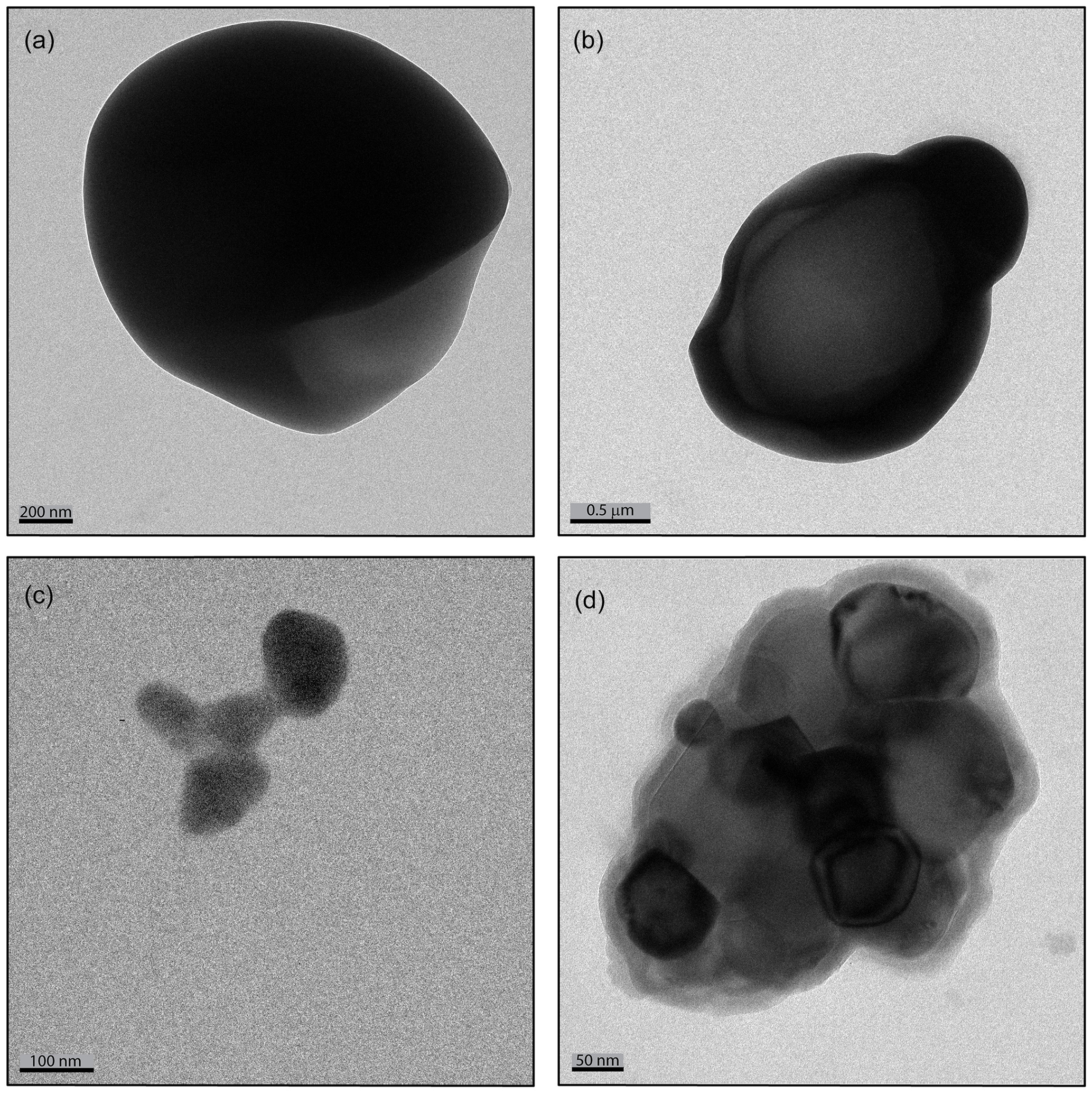
Images TEM de billes de goudron, organisées en sphères et agglomérats, émises par combustion d'échantillons de tourbe d'Alaska et de Sibérie.

Dans Image and Logic, Galison a exploré le fossé fondamental qui se pose dans les sciences physiques : soit des récits visuels uniques de phénomènes scientifiques sont acceptés comme langage dominant de la preuve, soit des résultats fréquemment répétés, statistiquement significatifs, dominent le terrain. Cette division, affirme Galison, peut être vue dans les conflits entre physiciens des hautes énergies qui étudient de nouvelles particules, certaines offrant une analyse statistiquement significative et fréquemment répétée de la nouvelle particule traversant des champs électriques, d'autres offrant une image unique d'une particule se comportant - dans un seul cas - d'une manière qui ne peut pas être expliquée par les caractéristiques des particules connues existantes. 
« Il se focalise sur la physique des particules et la physique nucléaire pour examiner ce qui fait que la physique - "ce patch compliqué de pièces hautement structurées"- tienne comme une unité fonctionnant bien. ». 
« Image & Logic étend quelques-unes des idées introduites par Thomas Kuhn dans "The Structure of Scientific Revolutions" (1962) et accorde davantage d'attention aux principes scientifiques de la physique et à la manière dont l'acte de recherche a été défini. ».
Il décrit également la physique en la divisant en trois sous-cultures : les théories, les expériences et les instruments. Dans sa conclusion, « Galison analyse ce qui fait tenir ensemble les diverses sous-cultures de la science. Il le fait avec l'aide d'outils anthropologiques forgés par ceux qui ont étudié les interactions entre des partenaires commerciaux culturellement dissemblables ».
Son travail avec Lorraine Daston a développé le concept d' objectivité mécanique qui est souvent utilisé dans la littérature scientifique, et il a effectué un travail de pionnier sur l'application de la notion anthropologique de zones commerciales à la pratique scientifique.

## Films documentaires
Galison a participé à la production de trois films documentaires. Le premier, The Ultimate Weapon: The H-Bomb Dilemma, portait sur les décisions politiques et scientifiques à l'origine de la création de la première bombe à hydrogène aux États-Unis, diffusée sur History Channel en 2000. La seconde, Secrecy (en), dirigée par Galison avec le cinéaste de Harvard, Robb Moss (en), parle des coûts et des avantages du secret gouvernemental et a été présenté en première au Festival du film de Sundance en 2008,. 
Également de Harvard, Ruth Lingford (en) a travaillé sur l'animation pour Secrecy. Galison a achevé son troisième film documentaire Containment, également réalisé avec Robb Moss, en 2015. Il a été présenté pour la première fois au Festival du film documentaire Full Frame (en) 2015 et a été présenté dans des festivals de films du monde entier, notamment au Brésil, en Suisse et en Australie. Ce documentaire examine les tentatives des gouvernements de contenir 100 millions de gallons de boues radioactives mortelles pendant 10 000 ans: comment avertir les générations futures au cours de cette immense période au cours de laquelle les langues, les cultures et l'environnement se transformeront continuellement? 
Le quatrième documentaire de Galison, The Edge of Knowledge, sur le Event Horizon Telescope est actuellement en production. Un segment du documentaire a été diffusé sous forme de court métrage par le télescope Event Horizon sur YouTube.  

## Prix et distinctions
Il fait partie du comité de rédaction de Critical Inquiry (en) et a reçu le prix MacArthur en 1996.
En 1992 Galison est élu à l'Académie américaine des arts et des sciences gewählt. 
En 1998 Galison est lauréat du prix Pfizer décerné par la History of Science Society pour son livre Image and Logic: A Material Culture of Microphysics (Chicago: University of Chicago Press, 1997). En 1999 il est lauréat du Prix de recherche Max-Planck. En 1999 il devient membre de la Société américaine de physique, qui lui décerne en 2018 son prix Abraham-Pais. En 2002 il intervient dans le cadre de l'exposition Iconoclash. Jenseits der Bilderkriege in Wissenschaft, Religion und Kunst au Centre d'art et de technologie des médias de Karlsruhe (ZKM). Depuis 2005 il est membre de la Société américaine de philosophie. En novembre 2015 il intervient dans l'émission de la Schweizer Radio und Fernsehen, Sternstunde Philosophie (de), avec Stephan Klapproth (de) au sujet d'Albert Einstein.

## Filmographie
- The Ultimate Weapon: The H-Bomb Dilemma (2000) Scénariste / producteur, 44 minutes. Première: The History Channel, 2000.
- Secrecy (en) (2008) Producteur / Réalisateur (avec Robb Moss ), 85 minutes. Première: Festival du film de Sundance (2008).
- Containment (2015) Producteur / Réalisateur (avec Robb Moss ), 81 minutes. Première: Festival du film documentaire Full Frame, Durham, Caroline du Nord (2015).